# Neuer jüdischer Friedhof (Drobin)
Koordinaten: 52° 44′ 30,8″ N, 19° 59′ 11,8″ O

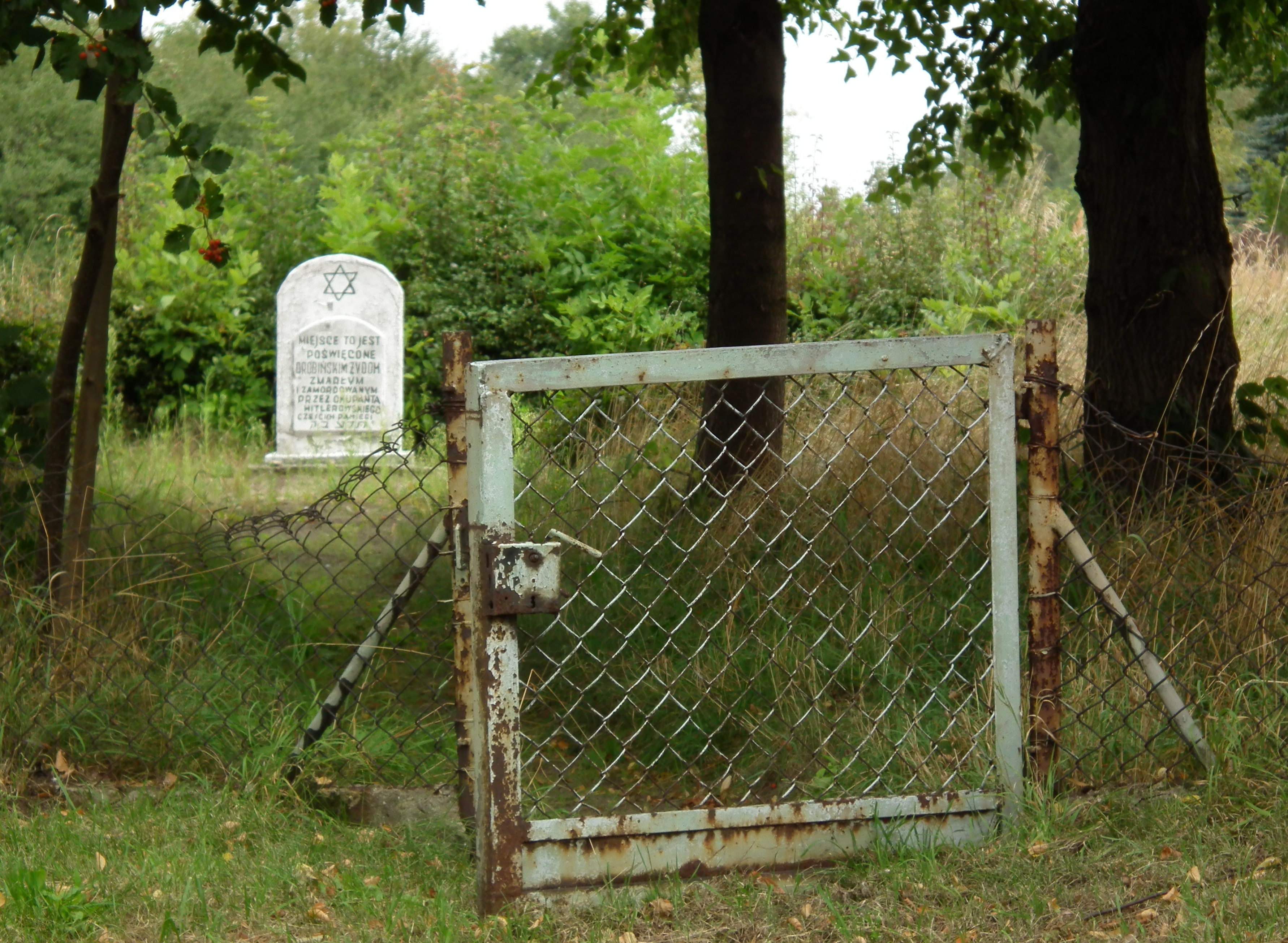
Neuer jüdischer Friedhof in Drobin mit Gedenkstein

Der Neue jüdische Friedhof in Drobin, einer polnischen Stadt in der Woiwodschaft Masowien, wurde in der ersten Hälfte des 18. Jahrhunderts angelegt. Der jüdische Friedhof befindet sich in der Sierpecka-Straße.
Der Friedhof wurde während des Zweiten Weltkriegs von den deutschen Besatzern zerstört. 
Auf dem 5000 Quadratmeter großen Friedhof wurde ein Gedenkstein für die Opfer des Holocausts in Form eines Grabsteins aufgestellt.